# 夜道雪
夜道雪（日语：／ Yomichi Yuki，1999年11月21日—）是日本女聲優、YouTuber，出身自北海道札幌市。現隸屬於Quatre Stella旗下。

## 簡歷
夜道在中學3年級時被星探發掘，開始演藝事業，以北海道札幌為據點，並擔任地方偶像團體「撫子團」的成員。2018年7月加入當時新建立的事務所「RERAISE」，主要以YouTuber的身份活動。2019年7月，由於經紀公司未能支付薪金，而退出RERAISE。2019年11月宣佈加入聲優經紀公司「Quatre Stella」。
夜道是電單車迷，持有重型電單車駕駛執照，並能夠自行維護電單車。愛車是在她17歲還是高中生時便購入的KTM 390 DUKE。除了經常在自家的YouTube頻道發佈跟電單車相關的影片外，也會出任電單車活動的嘉賓，參加試駕會，並發表試駕報告影片。
2020年5月，為KTM主辦的390 DUKE「#STAYREADYTORACE 繪心hashtag挑戰」SNS活動出任審査員，主辦方更設立「夜道雪獎」。5月，輕小說《本田小狼與我》宣佈電視動畫化，擔任主角小熊的聲優，是她聲優生涯首次飾演主角。同年8月，由於這部作品的關係，讓她對動畫中的本田小狼電單車感到興趣，決定購入一輛本田小狼50，至此一共擁有五輛電單車：除KTM 390 DUKE和本田小狼50外，還有本田CBR650F、MV阿古斯塔Brutale 800 Dragster RR、泰國品牌GPX的Demon GR200R。此前也曾經擁有一台GPX Demon 150GR。
7月，擔任秋田書店漫畫雜誌《月刊YOUNG CHAMPION烈》2021年8月號與其連載漫畫《爆音少女！！》聯乘的封面寫真模特兒，為她首次的泳裝寫真照。。同月又擔任秋田書店另一漫畫雜誌《月刊少年CHAMPION》8月號的封面泳裝寫真模特兒，這次是與及其續作《WORST》聯乘。
另外，她也擔任Xperia流動電話2020－21年宣傳大使。
2021年秋天，她在經紀公司官方網頁上的個人資料被移除。同年12月，在個人推特上預告將在2022年加盟某大廠牌，以個人藝人身份出道，後於2022年5月10日宣佈加盟環球音樂。

## 作品列表
主要角色以粗體字来顯示。

### 電視動畫
2018年
- 彼時彼女（千秋）

2021年
- 本田小狼與我（小熊）
- 女神宿舍的管理員。（八月朔日賽勒涅）

2022年
- 小邪神飛踢X（路人F）

2023年
- 再得一勝！（湊幸[39]）
- 六道的惡女們（姬野莇美[40]）

時期未定
- 沒獲得救贖的村民A，被貴族撿到並寵愛，事實上持有的傳說級神技能也覺醒了（伊絲塔[41]）

### OVA
2018年
- 怪獸娘（黑）～奧特怪獸擬人化計劃～（女高中生）

### 遊戲
2018年
- 尤巴之徽（ユバの徽）（首麻里））

2019年
- 迷宮追擊者（ラビリンスチェイサー）（Viola）

2020年
- 星界神話 -ASTRAL TALE- (Cotone）
- Hello Hero: Epic Battle（ハローヒーロー:Epic Battle）（Gale）
- 命運的法則：無限交錯（ステラクロニクル）（鯨）
- 真劍魁!!（（火車切裕美）
- CLOSERS（李雪菲）
- 地獄運動會Hell Sports（Minx）

2022年
- SAMURAI MAIDEN -武士少女-（玉織 紬，たまおり つむぎ）

### 配音
2020年
- 汪星人的奇幻漂流（／）（索蘭芝／〈少女・大人〉）

### 電影
2018年
- 劇場版 さよなら、ミオちゃん（短編電影，主演）

### 舞台
2020年
- 2.5次元舞台 月詠物語（カナ）

### 音樂錄影帶
2019年
- datto《邦ロックあるある2》
- datto《アニメあるある》

### 書籍
2020年
- 《聲優Paradise R》 第36、41、42期 （秋田書店）
- 《YOUNG CHAMPION RED》 8月號 （秋田書店）

2021年
- 《YOUNG CHAMPION烈》 2021年8月號 （秋田書店）
- 《月刊少年CHAMPION》 2021年8月號  （秋田書店）
- 《任何地方YOUNG CHAMPION》 2021年9月號 （秋田書店）

## 外部連結
- 聲優事務所官方個人頁面
- YouTube上的夜道雪頻道
- 夜道雪的Instagram帳戶
- 夜道雪的X（前Twitter）